# AAA (Band)
AAA (jap. トリプル・エー, Toripuru Ē, ‚Triple A‘, für Attack All Around) ist eine japanische J-Pop-Band, die seit September 2005 bei Avex Trax unter Vertrag steht. Die Gruppe wurde aus fünf männlichen und drei weiblichen Mitgliedern gegründet, die früher als Tänzer von Stars wie Ayumi Hamasaki und Ami Suzuki auftraten.

## Geschichte
Die Band AAA wurde eigentlich mit den fünf männlichen Mitgliedern Takahiro Nishijima, Naoya Urata, Shuta Sueyoshi, Shinjiro Atae, Mitsuhiro Hidaka und Misako Uno als einziges weibliches Mitglied geplant. Avex entschied sich jedoch dazu, auch Chiaki Ito und Yukari Goto in die Band aufzunehmen. Da die Songs BLOOD on FIRE und Friday Party nur sechs Gesangsstimmen beinhalteten, waren sie nur im Refrain zu hören.
Im Sommer 2005 verkündete Avex das Debüt einer neuen Pop- und Eurobeat-Gruppe, die aus weiblichen und männlichen Interpreten bestehen würde, welche aus der avex artist academy stammten – einer speziellen Einrichtung des Labels zur Ausbildung junger Sänger und Tänzer. Aus diesem Grund erlangte die Band schon vor ihrer ersten Single die ersten Fans. Vom September bis Dezember veröffentlichten sie jeden Monat eine Single und ihr erstes Album ATTACK erschien im Januar 2006. Aufgrund der vielen Veröffentlichungen wurden nicht alle Songs live vorgestellt. Da jede Single aber ein anderes Genre beinhaltete, hatte dies keine großen Folgen auf die Verkaufszahlen.
Als AAA Den-O brachten sie die Single Climax Jump für das Opening der Serie Kamen Rider Den-O heraus. Ihr erster Auftritt in den USA war bei der Otakon Anime Convention in Baltimore. Ihre 17. Single MIRAGE erreichte als erste Platz 1 der Oricon-Charts und stellte zugleich mit 25.333 verkauften Tonträgern in einer Woche den Rekord mit den niedrigsten Verkäufen einer Nummer 1 Single aller Zeiten in Japan auf.
Am 26. Mai veranstaltet die Band ein Online Konzert auf der japanischen Internetplattform Ameba, wobei alle Mitglieder von AAA ihre Avatare steuern, während live Bilder gezeigt werden. Für die Teilnahme müssen Fans limitierte Avatar-Artikel erwerben. Die Veranstaltung findet im „Pigg Dome“ von Ameba Live Space statt, betitelt nach den „Pigg“ genannten Avataren.
Yukari Goto verließ im Juni 2007 nach Angaben des Labels die Gruppe aus gesundheitlichen Gründen kurz vor Beginn ihrer 4th Attack Live Tour und somit waren es noch sieben verbleibende Mitglieder.
Chiaki Ito verließ am 12. Januar 2017 wegen ihrer Schwangerschaft und Heirat die Gruppe.

## Diskografie

### Studioalben
| Jahr | Titel                | Höchstplatzierung, Gesamtwochen, AuszeichnungChartsChartplatzierungen (Jahr, Titel, Platzierungen, Wochen, Auszeichnungen, Anmerkungen) | Anmerkungen                                                    |
| Jahr | Titel                | JP | Anmerkungen                                                    |
| ---- | -------------------- | --- | -------------------------------------------------------------- |
| 2006 | Attack               | JP16 (11 Wo.)JP | Erstveröffentlichung: 1. Januar 2006 Verkäufe JP: + 56.693     |
| 2007 | All                  | JP24 (7 Wo.)JP | Erstveröffentlichung: 1. Januar 2007 Verkäufe JP: + 32.825     |
| 2007 | Around               | JP8 (5 Wo.)JP | Erstveröffentlichung: 19. September 2007 Verkäufe JP: + 28.242 |
| 2009 | Departure            | JP4 (4 Wo.)JP | Erstveröffentlichung: 11. Februar 2009 Verkäufe JP: + 22.656   |
| 2010 | Heartful             | JP3 (5 Wo.)JP | Erstveröffentlichung: 17. Februar 2010 Verkäufe JP: + 50.543   |
| 2011 | Buzz Communication   | JP2 (16 Wo.)JP | Erstveröffentlichung: 16. Februar 2011 Verkäufe JP: + 71.744   |
| 2012 | 777 – Triple Seven – | JP2 (8 Wo.)JP | Erstveröffentlichung: 22. August 2012 Verkäufe JP: + 65.235    |
| 2013 | Eighth Wonder        | JP1 (17 Wo.)JP | Erstveröffentlichung: 18. September 2013 Verkäufe JP: + 64.535 |
| 2014 | Gold Symphony        | JP1 Gold · (25 Wo.)JP | Erstveröffentlichung: 1. Oktober 2014 Verkäufe JP: + 82.350    |
| 2017 | Way of Glory         | JP1 Gold · (20 Wo.)JP | Erstveröffentlichung: 22. Februar 2017 Verkäufe JP: + 135.082  |
| 2018 | Color a Life         | JP1 Gold · (20 Wo.)JP | Erstveröffentlichung: 29. August 2018                          |

### Kompilationen
| Jahr | Titel                                              | Höchstplatzierung, Gesamtwochen, AuszeichnungChartsChartplatzierungen (Jahr, Titel, Platzierungen, Wochen, Auszeichnungen, Anmerkungen) | Anmerkungen                                                     |
| Jahr | Titel                                              | JP | Anmerkungen                                                     |
| ---- | -------------------------------------------------- | --- | --------------------------------------------------------------- |
| 2008 | Attack All Around                                  | JP5 (9 Wo.)JP | Erstveröffentlichung: 5. März 2008 Verkäufe JP: + 41.929        |
| 2011 | AAA Best                                           | JP1 Gold · (17 Wo.)JP | Erstveröffentlichung: 14. September 2011 Verkäufe JP: + 101.000 |
| 2012 | Another side of #AAABest                           | JP4 (9 Wo.)JP | Erstveröffentlichung: 21. März 2012 Verkäufe JP: + 36.000       |
| 2013 | Ballad Collection                                  | JP4 (4 Wo.)JP | Erstveröffentlichung: 13. März 2013 Verkäufe JP: + 26.000       |
| 2015 | AAA 10th Anniversary Best                          | JP1 Gold · (105 Wo.)JP | Erstveröffentlichung: 16. September 2015 Verkäufe JP: + 173.000 |
| 2020 | AAA 15th Anniversary All Time Best -thanx AAA lot- | JP1 Gold · (17 Wo.)JP | Erstveröffentlichung: 19. Februar 2020 Verkäufe JP: + 115.500   |

### Weitere Alben
| Jahr | Titel                                                         | Höchstplatzierung, Gesamtwochen, AuszeichnungChartsChartplatzierungen (Jahr, Titel, Platzierungen, Wochen, Auszeichnungen, Anmerkungen) | Anmerkungen                                                                          |
| Jahr | Titel                                                         | JP | Anmerkungen                                                                          |
| ---- | ------------------------------------------------------------- | --- | ------------------------------------------------------------------------------------ |
| 2006 | Remix Attack                                                  | JP92 (2 Wo.)JP | Erstveröffentlichung: 23. März 2006 Verkäufe JP: + 3.651                             |
| 2006 | All / 2                                                       | JP12 (6 Wo.)JP | Erstveröffentlichung: 13. September 2006 Verkäufe JP: + 26.217                       |
| 2007 | CCC: Change Cover Collection                                  | JP13 (3 Wo.)JP | Erstveröffentlichung: 7. Februar 2007 Verkäufe JP: + 16.578                          |
| 2007 | Alohaaa!                                                      | JP39 (2 Wo.)JP | Erstveröffentlichung: 21. März 2007 Verkäufe JP: + 5.866; auf 10.000 Stück limitiert |
| 2008 | Choice is Yours                                               | JP10 (2 Wo.)JP | Erstveröffentlichung: 18. Juni 2008 Verkäufe JP: + 16.471                            |
| 2009 | AAA Remix: Non-Stop All Singles                               | JP58 (2 Wo.)JP | Erstveröffentlichung: 4. März 2009                                                   |
| 2011 | 6th Album „Buzz Communication“ Pre-Release Special Mini Album | JP58 (2 Wo.)JP | Erstveröffentlichung: 12. Januar 2011                                                |
| 2013 | Driving Mix                                                   | JP7 (5 Wo.)JP | Erstveröffentlichung: 25. Dezember 2013 Verkäufe JP: + 17.000                        |
| 2020 | AAA Mix CD                                                    | JP19 (4 Wo.)JP | Erstveröffentlichung: 9. Dezember 2020                                               |
| 2022 | AAA Dome Tour 15th Anniversary -thanx AAA lot- Live Album     | JP4 (6 Wo.)JP | Erstveröffentlichung: 11. Mai 2022                                                   |

### Singles
| Jahr | Titel Album | Höchstplatzierung, Gesamtwochen, AuszeichnungChartsChartplatzierungen (Jahr, Titel, Album, Platzierungen, Wochen, Auszeichnungen, Anmerkungen) | Anmerkungen                                                                              |
| Jahr | Titel Album | JP | Anmerkungen                                                                              |
| ---- | --- | --- | ---------------------------------------------------------------------------------------- |
| 2005 | Blood on Fire Attack | JP9 (19 Wo.)JP | Erstveröffentlichung: 14. September 2005 Verkäufe JP: + 58.052                           |
| 2005 | Friday Party Attack | JP17 (10 Wo.)JP | Erstveröffentlichung: 5. Oktober 2005 Verkäufe JP: + 17.331                              |
| 2005 | Kirei na Sora (きれいな空) Attack                                                                                             | JP17 (9 Wo.)JP | Erstveröffentlichung: 16. November 2005 Verkäufe JP: + 12.728                            |
| 2005 | Dragon Fire Attack | JP20 (8 Wo.)JP | Erstveröffentlichung: 7. Dezember 2005 Verkäufe JP: + 20.689                             |
| 2006 | Hallelujah (ハレルヤ) All | JP8 (8 Wo.)JP | Erstveröffentlichung: 15. Februar 2006 Verkäufe JP: + 27.814                             |
| 2006 | Shalala Kibō no Uta (Shalala キボウの歌) All                                                                                  | JP20 (5 Wo.)JP | Erstveröffentlichung: 23. März 2006 Verkäufe JP: + 13.484                                |
| 2006 | Hurricane Riri, Boston Mari (ハリケーン・リリ，ボストン・マリ) All                                                            | JP10 (6 Wo.)JP | Erstveröffentlichung: 31. Mai 2006 Verkäufe JP: + 19.832                                 |
| 2006 | Soul Edge Boy / Kimono Jet Girl (ソウルエッジボーイ／キモノジェットガール) All                                                | JP12 (7 Wo.)JP | Erstveröffentlichung: 19. Juli 2006 Verkäufe JP: + 22.706                                |
| 2006 | Let It Beat! All | JP7 (5 Wo.)JP | Erstveröffentlichung: 30. August 2006 Verkäufe JP: + 21.302                              |
| 2006 | „Q“ All | JP10 (4 Wo.)JP | Erstveröffentlichung: 6. September 2006 Verkäufe JP: + 14.809                            |
| 2006 | Chewing Gum (チューインガム) All                                                                                              | JP7 (4 Wo.)JP | Erstveröffentlichung: 15. November 2006 Verkäufe JP: + 14.571                            |
| 2006 | Black & White All | JP15 (7 Wo.)JP | Erstveröffentlichung: 6. Dezember 2006 Verkäufe JP: + 24.883                             |
| 2007 | Climax Jump Attack All Around                                                                                                 | JP5 Gold + Platin (Mobile Downloads) · (45 Wo.)JP                                                                                              | Erstveröffentlichung: 21. März 2007 Verkäufe JP: + 109.622; als AAA DEN-O form           |
| 2007 | Izayuke Wakataka Gundan 2007 (いざゆけ若鷹軍団2007) Attack All Around                                                         | JP33 (4 Wo.)JP | Erstveröffentlichung: 21. März 2007 Verkäufe JP: + 6.570; Fukuoka SoftBank Hawks mit AAA |
| 2007 | Get Chū! / SHE no Jijitsu (Get チュー! / She の事実) Around                                                                   | JP5 Gold (Digital) · (9 Wo.)JP | Erstveröffentlichung: 18. April 2007 Verkäufe JP: + 41.294                               |
| 2007 | Kuchibiru kara Romantica / That’s Right (唇からロマンチカ / That’s Right) Around                                              | JP6 (7 Wo.)JP | Erstveröffentlichung: 16. Mai 2007 Verkäufe JP: + 32.271                                 |
| 2007 | Natsumono (夏もの) Around | JP5 (6 Wo.)JP | Erstveröffentlichung: 18. Juli 2007 Verkäufe JP: + 32.722                                |
| 2007 | Red Soul Around | JP15 (3 Wo.)JP | Erstveröffentlichung: 19. September 2007 Verkäufe JP: + 9.267                            |
| 2008 | Mirage Attack All Around | JP1 (5 Wo.)JP | Erstveröffentlichung: 9. Januar 2008 Verkäufe JP: + 32.234                               |
| 2008 | Beyond – Karada no Kanata (BEYOND ~ カラダノカナタ) Departure                                                                 | JP6 (4 Wo.)JP | Erstveröffentlichung: 28. Mai 2008 Verkäufe JP: + 20.536                                 |
| 2008 | Music!!! / Zero Departure | JP9 Gold (Digital) · (8 Wo.)JP | Erstveröffentlichung: 27. August 2008 Verkäufe JP: + 31.978                              |
| 2009 | Tabidachi no Uta (旅ダチノウタ) Departure                                                                                     | JP4 (3 Wo.)JP | Erstveröffentlichung: 14. Januar 2009 Verkäufe JP: + 24.777                              |
| 2009 | Break Down / Break Your Name / Summer Revolution Heartful                                                                     | JP3 (5 Wo.)JP | Erstveröffentlichung: 29. Juli 2009 Verkäufe JP: + 49.133                                |
| 2009 | Hide-Away Heartful | JP2 (7 Wo.)JP | Erstveröffentlichung: 21. Oktober 2009 Verkäufe JP: + 52.575                             |
| 2010 | Heart and Soul Heartful | JP3 (4 Wo.)JP | Erstveröffentlichung: 27. Januar 2010 Verkäufe JP: + 35.736                              |
| 2010 | Dream After Dream – Yume kara Sameta Yume / Aitai Riyū (Dream After Dream ~夢から醒めた夢~ / 逢いたい理由) Buzz Communication | JP1 Gold (Digital) · (9 Wo.)JP | Erstveröffentlichung: 5. Mai 2010 Verkäufe JP: + 59.833                                  |
| 2010 | Makenai Kokoro (負けない心) Buzz Communication                                                                                | JP3 Gold (Digital) · (8 Wo.)JP | Erstveröffentlichung: 18. August 2010 Verkäufe JP: + 57.707                              |
| 2010 | Endless Fighters / Paradise Buzz Communication                                                                                | JP5 (10 Wo.)JP | Erstveröffentlichung: 17. November 2010 Verkäufe JP: + 57.856                            |
| 2011 | Daiji na Koto (ダイジナコト) Buzz Communication                                                                               | JP4 (7 Wo.)JP | Erstveröffentlichung: 16. Februar 2011 Verkäufe JP: + 31.914                             |
| 2011 | No Cry No More #AAABest | JP3 Gold (Digital) · (6 Wo.)JP | Erstveröffentlichung: 22. Juni 2011 Verkäufe JP: + 57.527                                |
| 2011 | Call/I4U #AAABest / Another Side of #AAABest                                                                                  | JP5 (9 Wo.)JP | Erstveröffentlichung: 31. August 2011 Verkäufe JP: + 45.753                              |
| 2011 | Charge & Go! / Lights 777: Triple Seven                                                                                       | JP5 (9 Wo.)JP | Erstveröffentlichung: 16. November 2011 Verkäufe JP: + 57.080                            |
| 2012 | Sailing 777: Triple Seven | JP4 (6 Wo.)JP | Erstveröffentlichung: 22. Februar 2012 Verkäufe JP: + 48.647                             |
| 2012 | Still Love You 777: Triple Seven                                                                                              | JP3 (9 Wo.)JP | Erstveröffentlichung: 16. Mai 2012 Verkäufe JP: + 58.801                                 |
| 2012 | 777 – We can sing a song! – 777: Triple Seven                                                                                 | JP4 Gold (Digital) · (6 Wo.)JP | Erstveröffentlichung: 25. Juli 2012 Verkäufe JP: + 44.003                                |
| 2012 | Niji (虹) Eighth Wonder | JP3 Gold (Digital) · (6 Wo.)JP | Erstveröffentlichung: 31. Oktober 2012 Verkäufe JP: + 46.466                             |
| 2013 | Miss You / Hohoemi no Saku Basho (Miss you/ほほえみの咲く場所) Eighth Wonder                                                  | JP3 (5 Wo.)JP | Erstveröffentlichung: 23. Januar 2013 Verkäufe JP: + 46.146                              |
| 2013 | Party It Up Eighth Wonder | JP7 (6 Wo.)JP | Erstveröffentlichung: 13. März 2013 Verkäufe JP: + 39.175                                |
| 2013 | Love Is In The Air Eighth Wonder                                                                                              | JP3 (6 Wo.)JP | Erstveröffentlichung: 26. Juni 2013 Verkäufe JP: + 52.206                                |
| 2013 | Koi Oto to Amazora (恋音と雨空) Eighth Wonder                                                                                 | JP3 ×2Doppelplatin (Digital) + Platin (Streaming) · (13 Wo.)JP                                                                                 | Erstveröffentlichung: 4. September 2013 Verkäufe JP: + 46.180                            |
| 2014 | Love Gold Symphony | JP4 (8 Wo.)JP | Erstveröffentlichung: 26. Februar 2014 Verkäufe JP: + 31.512                             |
| 2014 | Show Time – | JP7 (6 Wo.)JP | Erstveröffentlichung: 26. März 2014                                                      |
| 2014 | Wake Up! Gold Symphony | JP3 Gold (Digital) · (14 Wo.)JP | Erstveröffentlichung: 2. Juli 2014 Verkäufe JP: + 56.164                                 |
| 2014 | Sayonara no Mae ni (さよならの前に) Gold Symphony                                                                             | JP5 Platin (Digital) + Gold (Streaming) · (11 Wo.)JP                                                                                           | Erstveröffentlichung: 17. September 2014 Verkäufe JP: + 33.557                           |
| 2015 | I’ll Be There AAA 10th Anniversary Best                                                                                       | JP4 (18 Wo.)JP | Erstveröffentlichung: 28. Januar 2015 Verkäufe JP: + 58.607                              |
| 2015 | Lil’ Infinity AAA 10th Anniversary Best                                                                                       | JP3 Gold (Digital) · (18 Wo.)JP | Erstveröffentlichung: 25. Februar 2015 Verkäufe JP: + 59.732                             |
| 2015 | Boku no Yūuutsu to Fukigen na Kanojo (ぼくの憂鬱と不機嫌な彼女) AAA 10th Anniversary Best                                     | JP4 Gold (Digital) · (16 Wo.)JP | Erstveröffentlichung: 25. März 2015 Verkäufe JP: + 55.672                                |
| 2015 | Game Over? AAA 10th Anniversary Best                                                                                          | JP5 (12 Wo.)JP | Erstveröffentlichung: 29. April 2015 Verkäufe JP: + 51.651                               |
| 2015 | Ashita no Hikari (アシタノヒカリ) AAA 10th Anniversary Best                                                                   | JP4 Gold (Digital) · (11 Wo.)JP | Erstveröffentlichung: 27. Mai 2015 Verkäufe JP: + 56.122                                 |
| 2015 | Flavor of Kiss AAA 10th Anniversary Best                                                                                      | JP2 (6 Wo.)JP | Erstveröffentlichung: 24. Juni 2015 Verkäufe JP: + 47.066                                |
| 2015 | Lover AAA 10th Anniversary Best                                                                                               | JP4 Gold (Digital) · (5 Wo.)JP | Erstveröffentlichung: 29. Juli 2015 Verkäufe JP: + 49.000                                |
| 2015 | Aishiteru no ni, Aisenai (愛してるのに、愛せない) AAA 10th Anniversary Best                                                   | JP4 Gold (Digital) + Gold (Streaming) · (11 Wo.)JP                                                                                             | Erstveröffentlichung: 16. September 2015 Verkäufe JP: + 33.738                           |
| 2016 | New Way of Glory | JP3 (9 Wo.)JP | Erstveröffentlichung: 8. Juni 2016 Verkäufe JP: + 43.903                                 |
| 2016 | Namida no nai Sekai (涙のない世界) Way of Glory                                                                               | JP5 (15 Wo.)JP | Erstveröffentlichung: 5. Oktober 2016 Verkäufe JP: + 57.104                              |
| 2017 | Magic Way of Glory | JP3 Gold (Digital) · (7 Wo.)JP | Erstveröffentlichung: 8. Februar 2017 Verkäufe JP: + 51.124                              |
| 2017 | No Way Back Color a Life | JP3 (13 Wo.)JP | Erstveröffentlichung: 5. Juli 2017 Verkäufe JP: + 41.573                                 |
| 2017 | Life Color a Life | JP4 (14 Wo.)JP | Erstveröffentlichung: 18. Oktober 2017 Verkäufe JP: + 44.093                             |
| 2018 | Dejavu – | — | Erstveröffentlichung: 2018                                                               |
| 2019 | Egao no rūpu – | JP2 (7 Wo.)JP | Erstveröffentlichung: 9. Januar 2019 Verkäufe JP: + 19.330                               |
| 2019 | Bad Love – | JP5 (7 Wo.)JP | Erstveröffentlichung: 23. Oktober 2019 Verkäufe JP: + 16.282                             |

### Videoalben
| Jahr | Titel                                                           | Höchstplatzierung, Gesamtwochen, AuszeichnungChartsChartplatzierungen (Jahr, Titel, Platzierungen, Wochen, Auszeichnungen, Anmerkungen) | Anmerkungen                              |
| Jahr | Titel                                                           | JP | Anmerkungen                              |
| ---- | --------------------------------------------------------------- | --- | ---------------------------------------- |
| 2006 | 1st Attack at Shibuya-Ax                                        | JP36 (4 Wo.)JP | Erstveröffentlichung: 23. März 2006      |
| 2006 | 2nd Attack at Zepp Tokyo                                        | JP10 (4 Wo.)JP | Erstveröffentlichung: 13. September 2006 |
| 2007 | 1st Anniversary Live – 3rd Attack 060913 at Budokan             | JP32 (4 Wo.)JP | Erstveröffentlichung: 1. Januar 2007     |
| 2007 | Channel @ x AAA                                                 | JP25 (4 Wo.)JP | Erstveröffentlichung: 21. März 2007      |
| 2007 | 4th Attack at Shibuya-Ax on 4th of April                        | JP12 (7 Wo.)JP | Erstveröffentlichung: 18. Juli 2007      |
| 2008 | AAA 2nd Anniversary Live – 5th Attack 070922 – Nippon Budōkan   | JP4 (6 Wo.)JP | Erstveröffentlichung: 9. Januar 2008     |
| 2008 | AAA Tour 2008 – Attack All Around – at NHK Hall on 4th of April | JP6 (5 Wo.)JP | Erstveröffentlichung: 27. August 2008    |
| 2009 | 3rd Anniversary Live 080922-080923 at Nippon Budōkan            | JP3 (6 Wo.)JP | Erstveröffentlichung: 14. Januar 2009    |
| 2009 | AAA Tour 2009 –halbgA depArture pArty–                          | JP4 (5 Wo.)JP | Erstveröffentlichung: 12. August 2009    |
| 2010 | AAA 4th Anniversary Live 090922 at Yokohama Arena               | JP2 (8 Wo.)JP | Erstveröffentlichung: 3. März 2010       |
| 2010 | AAA Heart to Heart Tour 2010 at NHK Hall                        | JP7 (11 Wo.)JP | Erstveröffentlichung: 29. September 2010 |
| 2011 | AAA 5th Anniversary Live 20100912 at Yokohama Arena             | JP1 (11 Wo.)JP | Erstveröffentlichung: 16. März 2011      |
| 2011 | AAA Buzz Communication Tour 2011 Deluxe Edition                 | JP4 (10 Wo.)JP | Erstveröffentlichung: 16. November 2011  |
| 2012 | AAA 6th Anniversary Tour 2011.9.28 at Zepp Tokyo                | JP4 (12 Wo.)JP | Erstveröffentlichung: 22. Februar 2012   |
| 2013 | AAA Tour 2012 –777– Triple Seven                                | JP1 (17 Wo.)JP | Erstveröffentlichung: 13. Februar 2013   |
| 2014 | AAA Tour 2013 Eighth Wonder                                     | JP1 (104 Wo.)JP | Erstveröffentlichung: 22. Januar 2014    |
| 2015 | AAA Arena Tour 2014 -Gold Symphony-                             | JP2 (100 Wo.)JP | Erstveröffentlichung: 25. Februar 2015   |
| 2016 | AAA 10th Anniversary Special Yagai Live in Fuji-Q Highland      | JP2 Gold · (94 Wo.)JP | Erstveröffentlichung: 27. Januar 2016    |
| 2016 | AAA 10th Anniversary Documentary ～Road of 10th Anniversary～   | JP2 (26 Wo.)JP | Erstveröffentlichung: 30. März 2016      |
| 2016 | AAA Arena Tour 2016 -Leap Over-                                 | JP1 Gold · (41 Wo.)JP | Erstveröffentlichung: 9. November 2016   |
| 2017 | AAA Special Live 2016 in Dome -Fantastic Over-                  | JP1 Gold · (65 Wo.)JP | Erstveröffentlichung: 22. März 2017      |
| 2018 | AAA Dome Tour 2017 -Way of Glory-                               | JP1 Gold · (64 Wo.)JP | Erstveröffentlichung: 17. Januar 2018    |
| 2018 | AAA New Year Party 2018                                         | JP3 (24 Wo.)JP | Erstveröffentlichung: 28. März 2018      |
| 2018 | AAA Fan Meeting Arena Tour 2018 ～Fan Fun Fan～                 | JP1 (24 Wo.)JP | Erstveröffentlichung: 7. November 2018   |
| 2019 | AAA Dome Tour 2018 Color a Life                                 | JP1 (60 Wo.)JP | Erstveröffentlichung: 6. März 2019       |
| 2019 | AAA C.A.L After Party 2018                                      | JP4 (14 Wo.)JP | Erstveröffentlichung: 3. April 2019      |
| 2019 | AAA Fan Meeting Arena Tour 2019 ～Fan Fun Fan～                 | JP1 (16 Wo.)JP | Erstveröffentlichung: 20. November 2019  |
| 2020 | AAA 15th Anniversary All Time Music Clip Best -thanx AAA lot-   | JP1 Gold · (8 Wo.)JP | Erstveröffentlichung: 19. Februar 2020   |
| 2020 | AAA Dome Tour 2019 +Plus                                        | JP1 Gold · (62 Wo.)JP | Erstveröffentlichung: 25. März 2020      |
| 2020 | AAA a-nation 2019                                               | JP3 (8 Wo.)JP | Erstveröffentlichung: 26. August 2020    |
| 2022 | AAA Dome Tour 15th Anniversary -thanx AAA lot-                  | JP1 (34 Wo.)JP | Erstveröffentlichung: 22. Juni 2022      |

### Auszeichnungen für Musikverkäufe
Anmerkung: Auszeichnungen in Ländern aus den Charttabellen bzw. Chartboxen sind in ebendiesen zu finden.
| Land/RegionAuszeichnungen für Musikverkäufe (Land/Region, Auszeichnungen, Verkäufe, Quellen) | Gold       | Platin     | Verkäufe  | Quellen            |
| -------------------------------------------------------------------------------------------- | ---------- | ---------- | --------- | ------------------ |
| Japan (RIAJ)                                                                                 | 29× Gold29 | 5× Platin5 | 3.700.000 | riaj.or.jp JP2 JP3 |
| Insgesamt                                                                                    | 29× Gold29 | 5× Platin5 |           |                    |